# (300150) Lantan
(300150) Lantan es un asteroide perteneciente al cinturón de asteroides, descubierto el 12 de noviembre de 2006 por Hong-Qin Lin y el también astrónomo Quanzhi Ye desde el Observatorio de Lulin, Zhongshan, República Popular China.

## Designación y nombre
Designado provisionalmente como 2006 VN81. Fue nombrado por Lan Tan, una escuela primaria a orillas del lago Lan de la ciudad de Chiayi en Taiwán, que es conocida por su enseñanza de las ciencias naturales y la astronomía. También es la sede de la Asociación de Astrónomos Aficionados de Chia-Yi.

## Características orbitales
Lantan está situado a una distancia media del Sol de 3,197 ua, pudiendo alejarse hasta 3,789 ua y acercarse hasta 2,605 ua. Su excentricidad es 0,185 y la inclinación orbital 4,598 grados. Emplea 2088,07 días en completar una órbita alrededor del Sol.
Los próximos acercamientos a la órbita de Júpiter se producirán el 31 de mayo de 2034, el 23 de julio de 2045 y el 24 de octubre de 2056, entre otros.

## Características físicas
La magnitud absoluta de Lantan es 16,2.